# Colegiata de San Miguel (Aguilar de Campoo)
Para ver otras colegiatas bajo la misma advocación, véase Colegiata de San Miguel.
La colegiata de san Miguel Arcángel es un templo parroquial de estilo predominantemente gótico, situado en el perímetro de la plaza de España de Aguilar de Campoo, provincia de Palencia, comunidad de Castilla y León, España.

## Historia
El origen del templo se remontaría a la época visigoda. Experimentó una primera reconstrucción en el siglo XI. De esta época no se conserva ningún resto. La segunda fábrica se edificó a principios del siglo XIII y de ella subsisten la fachada del pie, con el primer tramo de la torre y la portada principal, y la capilla bautismal, construidos en un estilo románico de transición al gótico. La estructura principal del templo fue levantada, en una tercera fase arquitectónica, en el siglo XIV, en época ya plenamente gótica.
En 1541, el papa Pablo III, a petición de don Juan Fernández Manrique de Lara, tercer Marqués de Aguilar y embajador del emperador Carlos I en Roma, concedió a la iglesia el rango de colegiata, dotándola de nuevos privilegios y exenciones. La erección de San Miguel al rango colegial supuso la supresión de las más antiguas colegiatas de San Martín de Escalada, hoy en la provincia de Burgos, y San Martín de Elines y Santa Cruz de Castañeda, ambas en Cantabria.
En el siglo XV, don Francisco de Soto, arcipreste de Fresno, mandó levantar a los pies de la nave de la Epístola (en el lado derecho, orientada al sur) una capilla funeraria. En el siguiente siglo, se adosó al muro de esta nave la Capilla del Santo Cristo. La sala capitular y la sacristía fueron las últimas construcciones añadidas al templo, en el siglo XVIII.

## Descripción

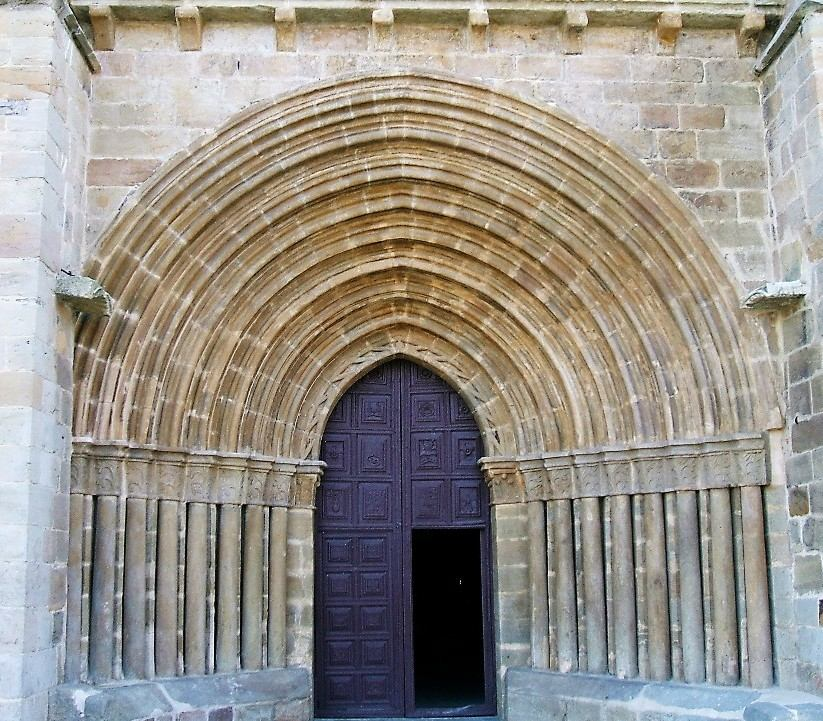
Portada

En la colegiata confluyen los estilos tardorrománico, gótico, renacentista y herreriano.
La portada occidental es un sobrio ejemplo del románico de transición: desprovista de escultura historiada, la puerta se abre abocinada bajo un juego de nueve arquivoltas cuya curva apuntada se hace más acusada desde fuera hacia dentro. Las arquivoltas descansan en 18 capiteles con decoración vegetal simple (hojas de acanto) y 16 baquetones. Solo la arquivolta más interior, la que da cornisa a la puerta y presenta un perfil completamente ojival, está sencillamente decorada de entrelazados.
El ábside principal es un volumen pentagonal de tres cuerpos bien definidos por sus cinco paños, sus cinco dobles juegos de ventanales ojivales y sus cuatro contrafuertes recorridos por dos líneas de arimez, lo que le proporciona un aspecto macizo y robusto, a la vez que airoso. Entre los vanos de luz cabe destacar, por su tracería, el gran rosetón del brazo meridional del crucero y uno triangular de lados curvos abierto en la fachada occidental.

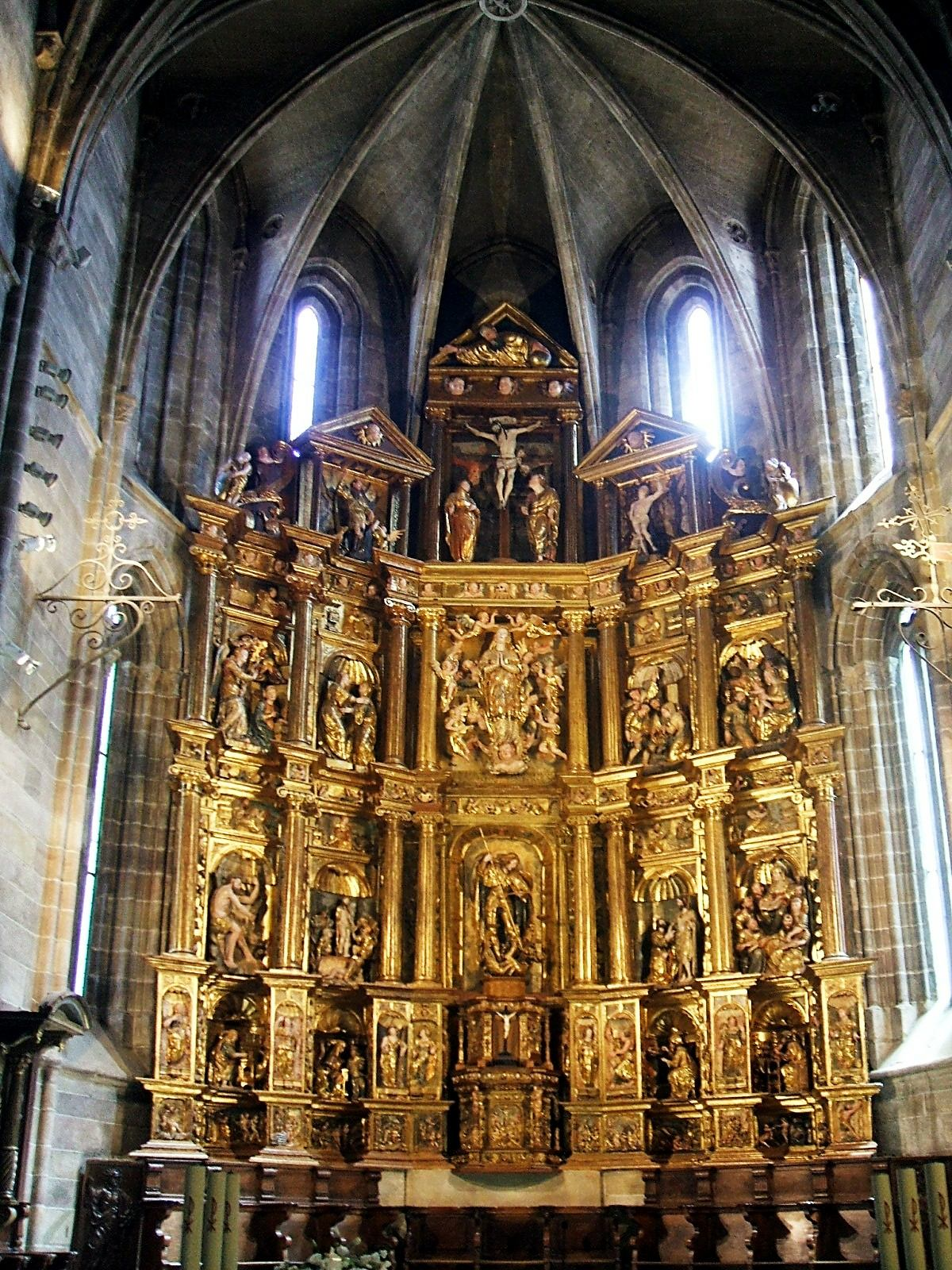
Retablo mayor.

La mitad superior de la torre es un doble cuerpo cuadrado montado a principios del siglo XVII, con arreglo al austero estilo herreriano. Luce los escudos de los Marqueses de Aguilar, Juan Fernández Manrique de Lara y su esposa Blanca de Pimentel, y está rematado por una cúpula hemisférica. En la mitad inferior, más antigua, puede divisarse un pequeño relieve semicircular románico empotrado en la pared, que muestra a Cristo en majestad flanqueado por ángeles; es muy probable que en sus orígenes cerrara el tímpano de la puerta situada más abajo.
El interior es de tres naves cubiertas con bóvedas de crucería, simples en las naves laterales y sexpartitas en la principal, más crucero o transepto. El retablo mayor es una obra renacentista ejecutada entre 1555 y 1565; en la calle central, separados de los demás motivos por pares de columnas jónicas, se alzan el patrón titular, el Arcángel Miguel, y la Virgen en Asunción. De la misma época es la sillería del coro.

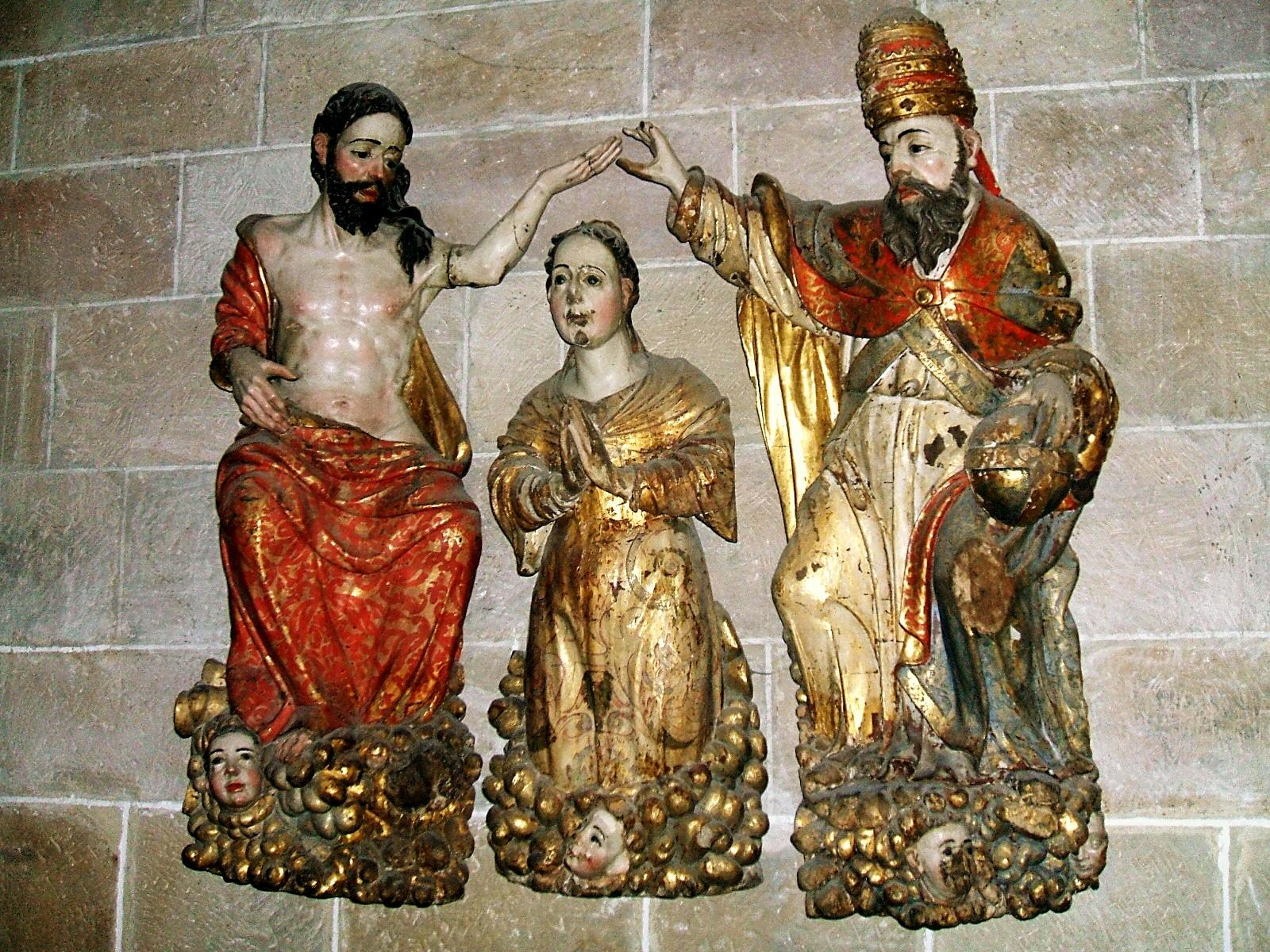
Conjunto escultórico en la Capilla del Santo Cristo.

En la nave de la Epístola, la Capilla del Arcipreste de Fresno, también conocida como Capilla de los Pobres, conserva varias piezas de interés artístico. En la misma nave, la Capilla del Santo Cristo contiene, en una urna de cristal, la venerada y milagrera imagen yacente del Cristo de Aguilar, históricamente ligado al cercano Monasterio de Santa María la Real.
Es característica del monumento la serie de sepulcros de los siglos XIV al XVI, varios de ellos dispuestos en las paredes perimetrales de las naves laterales, formando galería, en arcosolio y decorados con bellos trasdoses góticos de traza flamígera. Entre ellos, destacan: el del arcipreste García González, gótico, emplazado en la Capilla del Arcipreste de Fresno y con estatua yacente; el del Canónigo Pablo González; y el de los Marqueses de Aguilar, situado en el presbiterio y labrado a base de mármoles y jaspes, con bultos orantes tallados en un realista estilo protobarroco. El patrimonio mobiliario lo integran las colecciones de crucifijos y tallas góticas, que pueden contemplarse en el museo parroquial.

## Galería

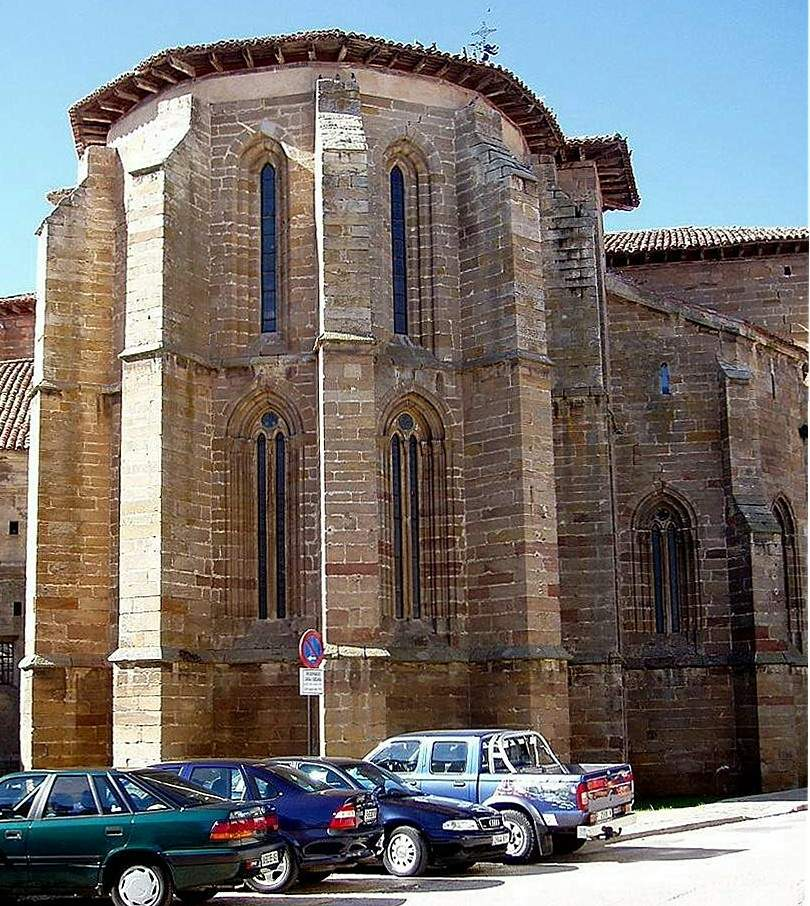
Ábside.
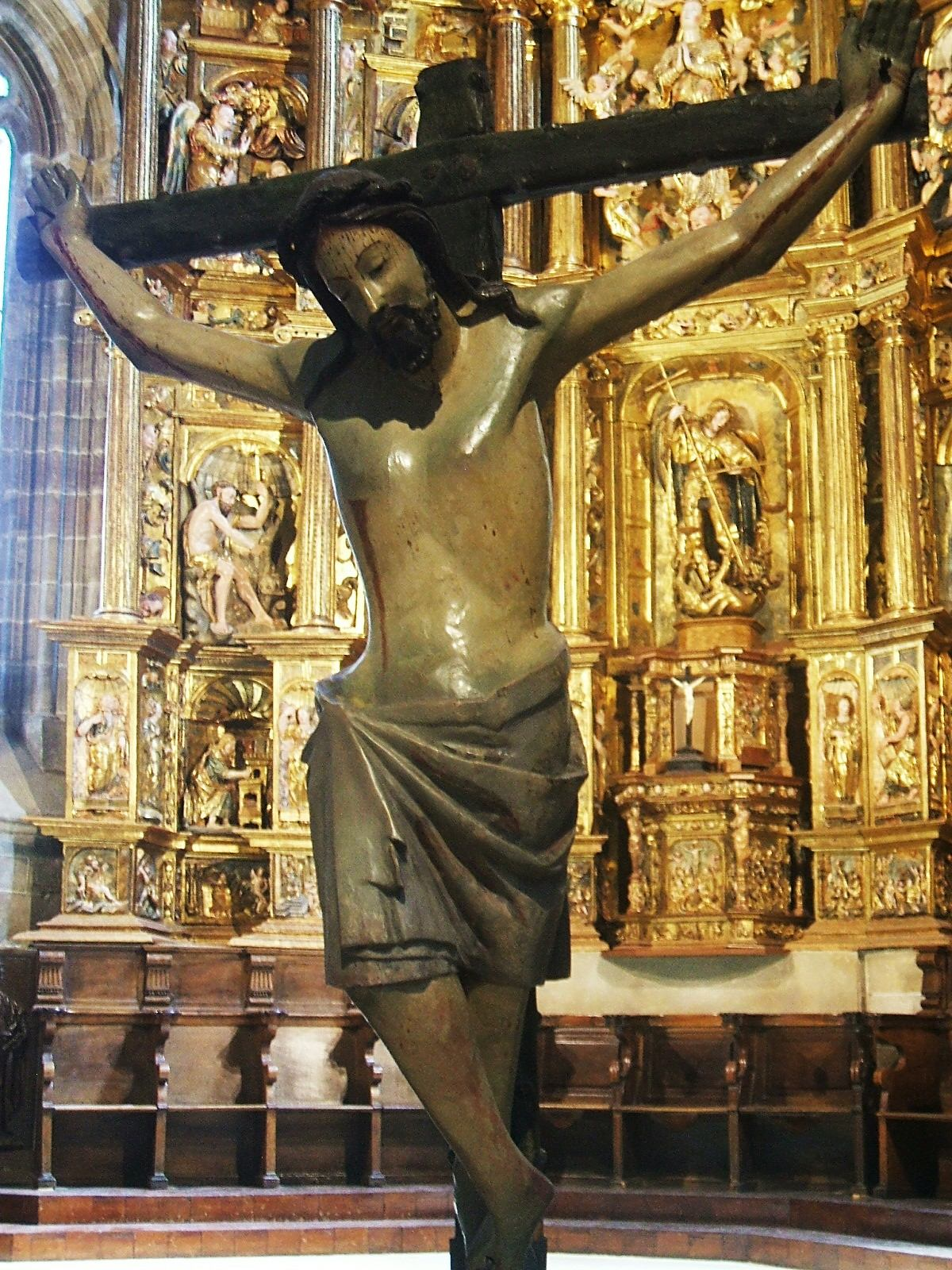
Crucifijo en presbiterio.
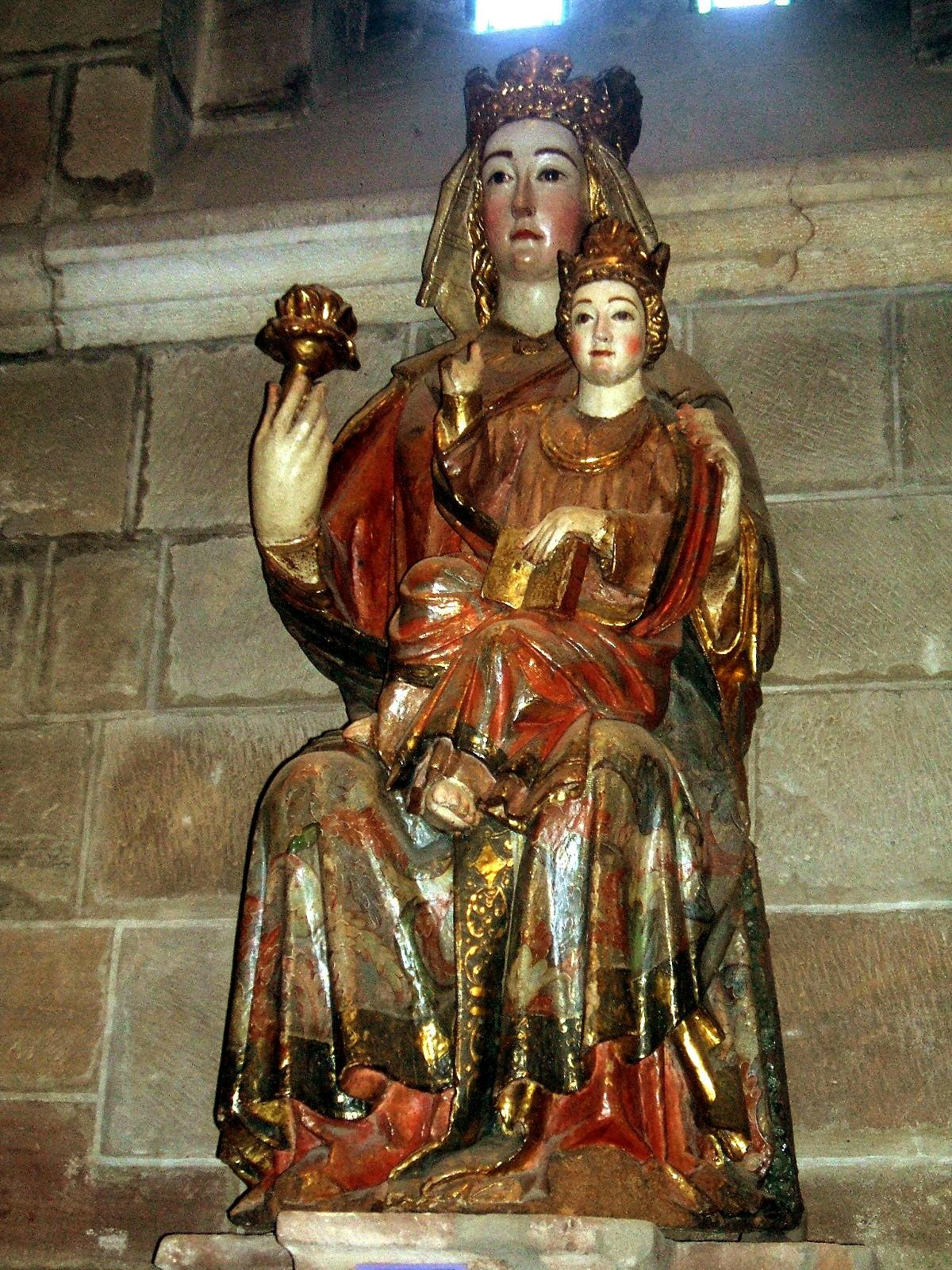
Virgen con el Niño.
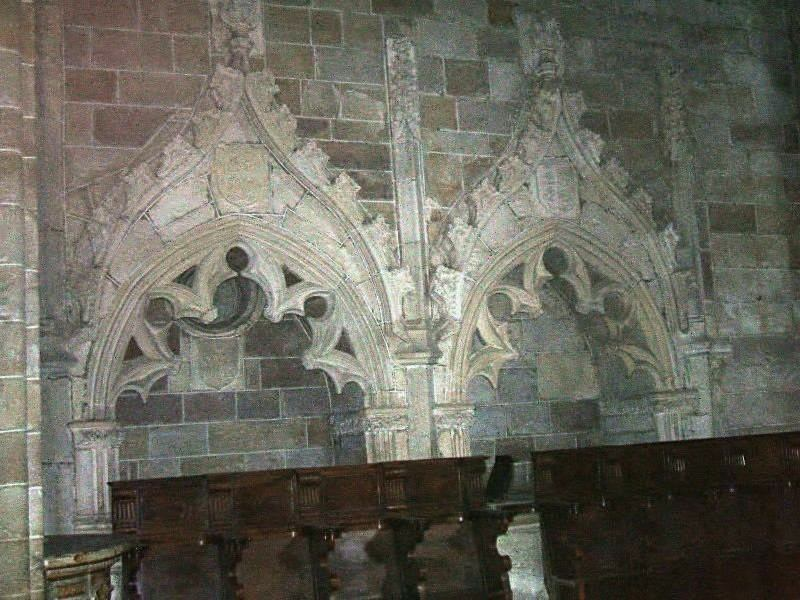
Sepulcros góticos.
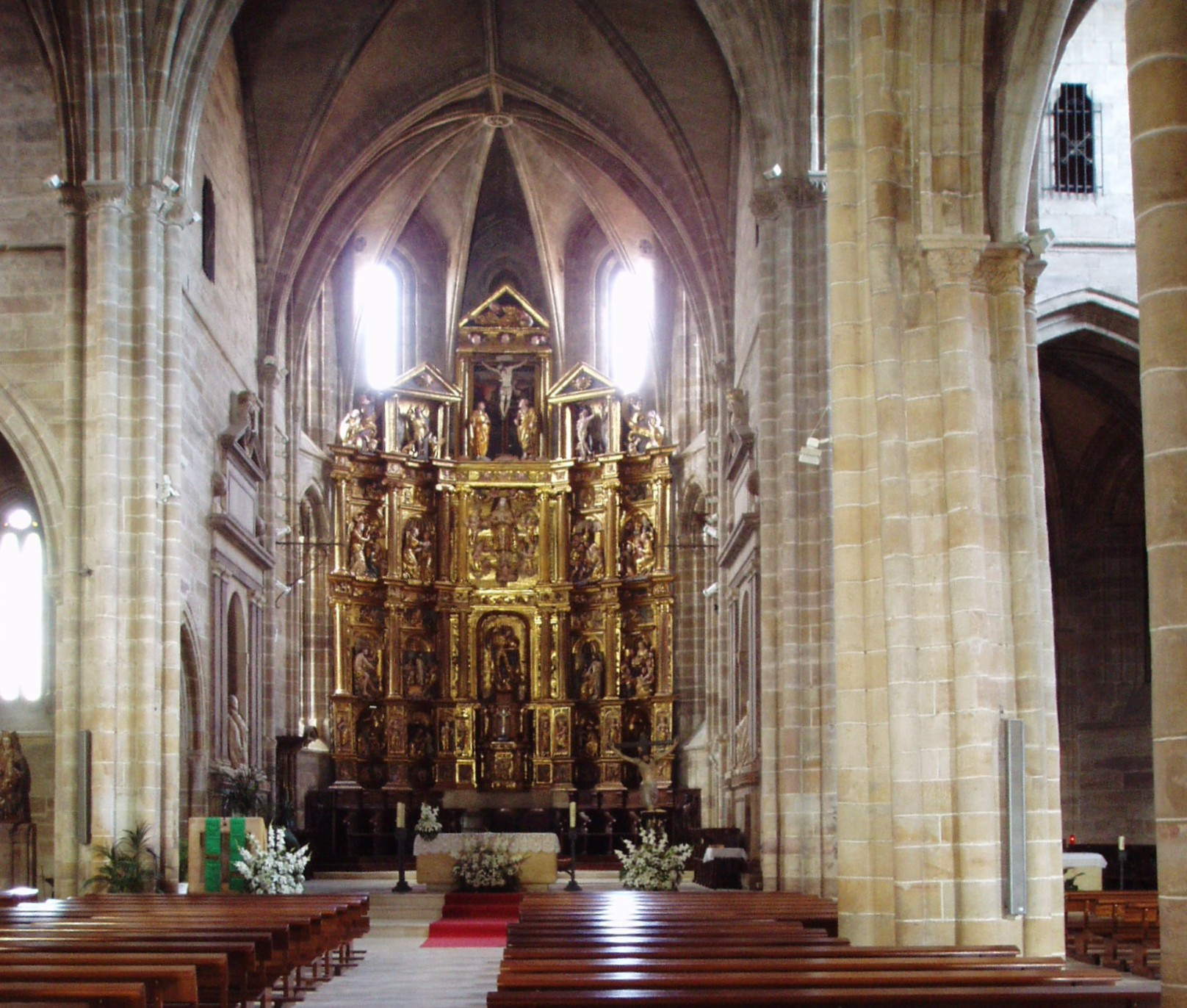
Aspecto del interior.
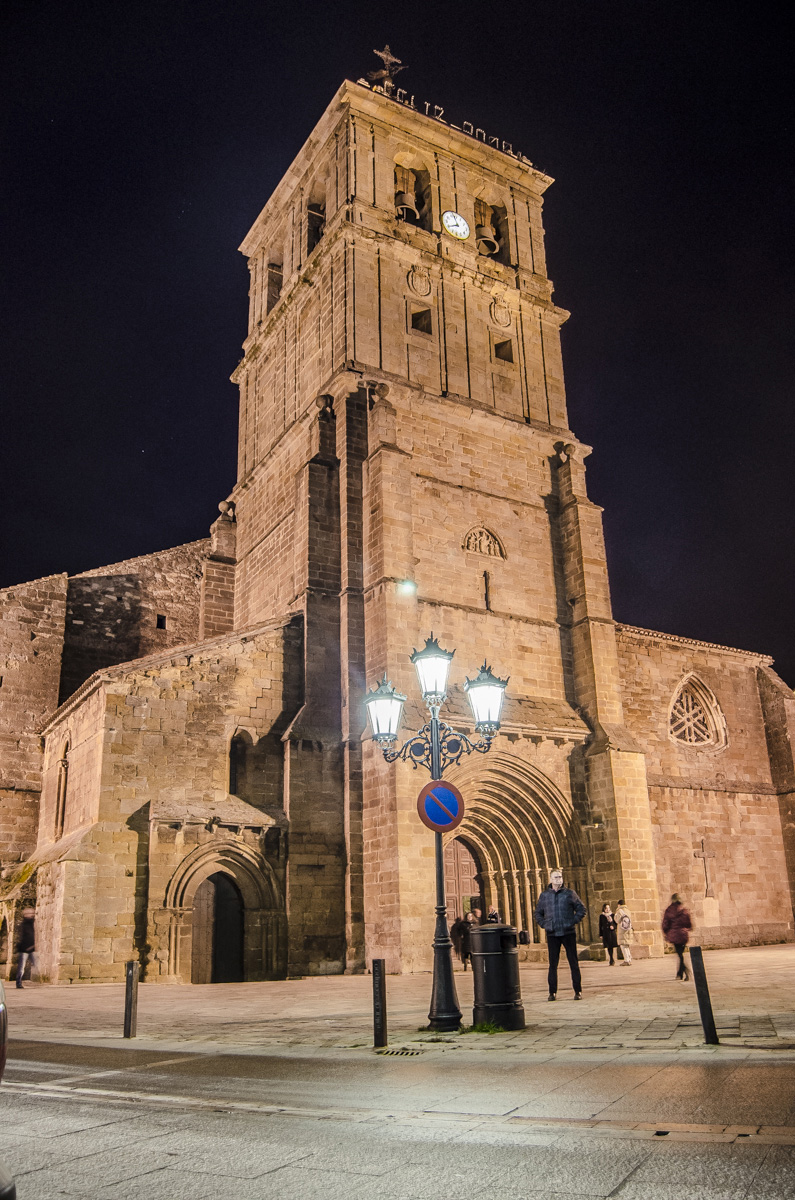
Vista nocturna.